# Bernd Schröder (Moderator)
Bernd Schröder (* 20. Jahrhundert in Erfurt) ist ein deutscher Journalist und ehemaliger Moderator beim Südwestrundfunk.

## Leben
Vermutlich ist Schröder Jahrgang 1952 oder 1953. Er verbrachte seine Kindheit im osthessischen Bosserode. Seine journalistische Tätigkeit begann er bei der Fuldaer Volkszeitung. Als freier Autor, Redakteur, Co-Autor und Regisseur zahlreicher Hör- und Fernsehspiele arbeitete er für verschiedene Zeitungen und die ZDF-Sendungen Aktenzeichen XY und Vorsicht Falle! Er moderierte unterschiedliche TV- und Radioformate, zum Beispiel beim Hörfunk des HR u. a. eine Countrymusiksendung und die Sendung SWR4 Radioladen oder die Landesschau Rheinland-Pfalz im SWR-Fernsehen. 
Von 1998 bis 2007 gehörte Bernd Schröder zum Moderationsteam der vom Südwestrundfunk produzierten Mittagssendung ARD-Buffet. Neben dem ARD-Buffet moderierte Schröder auch die Fernsehsendung Kaffee oder Tee. Bernd Schröder war außerdem Mitglied des Rateteams der Fernsehsendung Ich trage einen großen Namen im SWR Fernsehen.